# Praça Doutor João Mendes
A Praça Doutor João Mendes, mais conhecida como Praça João Mendes, é uma praça localizada no centro do município de São Paulo, cujo nome é uma homenagem ao jurista João Mendes de Almeida.

## Histórico
Antes de existir a praça, neste local havia a Igreja de Nossa Senhora dos Remédios, construída por volta de 1727. Nesta igreja o abolicionista Antônio Bento recolhia os escravos que libertava, ele era o provedor da referida igreja.
A praça começou a ser formada no ano de 1756, quando a Irmandade de N. S. da Conceição e São Gonçalo Garcia escolheu o local para a construção de uma capela (capela dos pardos). Em 1757 já existia um pequeno pátio, em frente à capela, que era chamado Campo, Pátio ou Largo de São Gonçalo Garcia. Entre 1788 e 1789, ali se instala a Câmara Municipal de São Paulo, que permaneceria no local até o final do século XIX. O mesmo prédio abrigava a cadeia. Por essa razão, o Largo de São Gonçalo passou a ser chamado de Largo da Cadeia ou Largo Municipal.
Em 1823, após a Independência do Brasil, foram criados os Conselhos do Governo, dentre os quais o Conselho de Estado, compostos por seis membros, que também eram vice-presidentes da Província. As reuniões do Conselho passaram a acontecer, também, no mesmo prédio do Largo de São Gonçalo. Assim, na mesma sede funcionavam a Câmara, o Conselho, as sessões do júri e a cadeia (com celas masculinas e femininas), além de um depósito e da moradia do carcereiro.
Entre o final do século XIX e o início do século XX, vários prédios foram demolidos, e o antigo Largo foi ampliado, incorporando  trechos das antigas Ruas da Cadeia e do Teatro (desaparecidas com a reforma urbana). O local era conhecido por possuir o maior teatro da época, o Teatro São José, que entre os vários eventos culturais que apresentou, estavam peças de Castro Alves e óperas de Carlos Gomes. Em noites de espetáculos, era comum ficar cheio de carruagens, muitos alugados e para isso, a municipalidade designara em 1873, locais para estacionamento: o Largo do Colégio e o próprio largo Municipal (Praça João Mendes).
A igreja dos Remédios foi também demolida e na época a prefeitura pagou 800 contos de réis pela desapropriação. Pediu a confraria seus azulejos, porém não foi atendida.
O jardim da praça João Mendes foi realizado em 1879 por Joaquim Gaspar dos Santos Pereira, que em 1873 recebeu o privilégio de executar o serviço de jardins da capital por cinquenta anos. Como todos os outros jardins da época, o da praça João Mendes foi cercado por gradis (de acordo com o sistema inglês de jardins), o que causou um transtorno no trânsito uma vez que a praça era movimentada: tinha um teatro, duas igrejas, além da Assembléia e da Câmara.
Em 29 de Novembro de 1898, através da Resolução nº 102, o largo foi oficialmente denominado Praça Dr. João Mendes. João Mendes de Almeida morou em um casarão ao lado da Igreja São Gonçalo, onde atualmente é a tradicional padaria Santa Tereza.
Em 1913 foi inaugurado o Pathé Palace na praça, com capacidade para 1040 lugares.
Na década de 1950, ali se instalou o Fórum João Mendes, que hoje é o maior fórum civil do Brasil.[carece de fontes?]